# Kilian Cizo
Kilian Cizo, né le 6 juillet 2000 à Bagnolet, est un karatéka français.

## Carrière
Kilian Cizo est médaillé d'or en kumite par équipes aux championnats d'Europe 2022 à Gaziantep et médaillé d'argent en kumite par équipes aux championnats d'Europe 2023 à Guadalajara,.
Il remporte la médaille de bronze en kumite par équipes lors des Championnats du monde de karaté 2023 à Budapest.
Aux championnats d'Europe 2024 à Zadar, il est médaillé de bronze en kumite par équipes.